# Ligne de Bir Bouregba à Nabeul
La ligne de Bir Bouregba à Nabeul est une ligne de chemin de fer du centre de la Tunisie.